# 朱儼
朱儼（1468年—？），字居正，福建興化府莆田縣人，軍籍，明朝政治人物。

## 生平
弘治十四年（1501年）辛酉科福建鄉試第九十名舉人。弘治十五年（1502年）中式壬戌科會試第一百五十九名，三甲第六十四名進士。授萧山知县，正德三年七月选授廣東道監察御史。

## 家族
曾祖朱本初；祖父朱祿，遇例冠帶；父朱穹，母陳氏。慈侍下。